# Municipio de Clinton Falls
El municipio de Clinton Falls (en inglés: Clinton Falls Township) es un municipio ubicado en el condado de Steele en el estado estadounidense de Minnesota. En el año 2010 tenía una población de 351 habitantes y una densidad poblacional de 8,84 personas por km².

## Geografía
El municipio de Clinton Falls se encuentra ubicado en las coordenadas 44°8′1″N 93°13′18″O / 44.13361, -93.22167. Según la Oficina del Censo de los Estados Unidos, el municipio tiene una superficie total de 39.73 km², de la cual 39,57 km² corresponden a tierra firme y (0,39 %) 0,16 km² es agua.

## Demografía
Según el censo de 2010, había 351 personas residiendo en el municipio de Clinton Falls. La densidad de población era de 8,84 hab./km². De los 351 habitantes, el municipio de Clinton Falls estaba compuesto por el 96,87 % blancos, el 2,28 % eran asiáticos, el 0,28 % eran de otras razas y el 0,57 % eran de una mezcla de razas. Del total de la población el 1,99 % eran hispanos o latinos de cualquier raza.